# Taverham
Taverham is een civil parish in het bestuurlijke gebied Broadland, in het Engelse graafschap Norfolk met 10.142 inwoners.